# 好本督

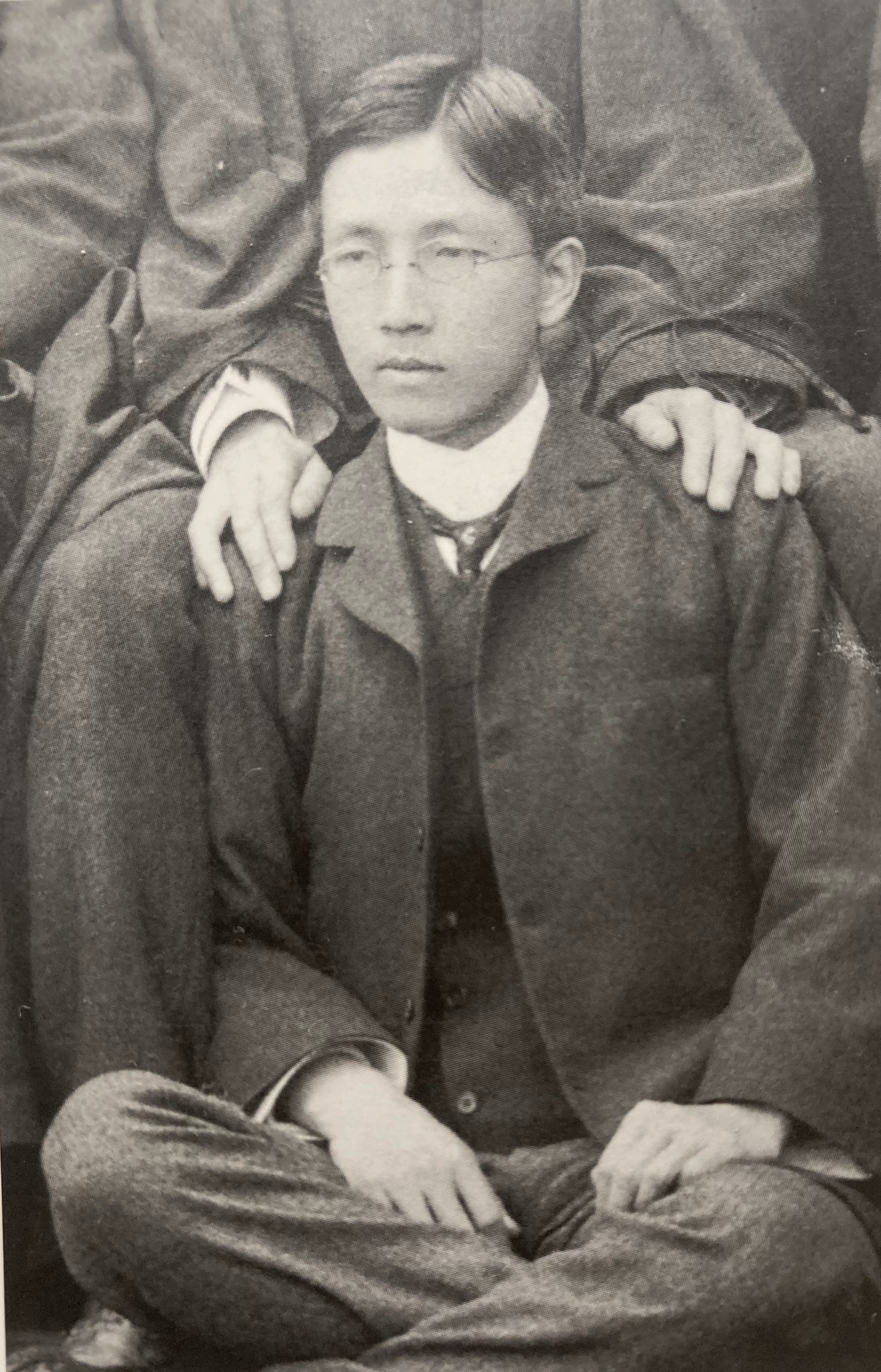
好本督の青年時代の写真

好本 督（よしもと ただす、1878年（明治11年）1月23日-1973年（昭和48年）4月14日）は、日本の教育者、研究者、キリスト教思想家、宗教家である。
視覚障害当事者として、イギリスの制度を日本に輸入し視覚障害者の権利向上のため尽くした。日本盲人の父と称される。

## 来歴
大阪市東区瓦町に生まれる。幼少期から網膜色素変性症のため弱視であった。
大阪府立第一中学校を卒業。
1898年前後（明治31年） 内村鑑三の聖書研究会に参加し、キリスト教徒となる
1900年（明治33年）東京高等商業学校を卒業。
1901年（明治34年）オックスフォード大学ジーザス校に留学。

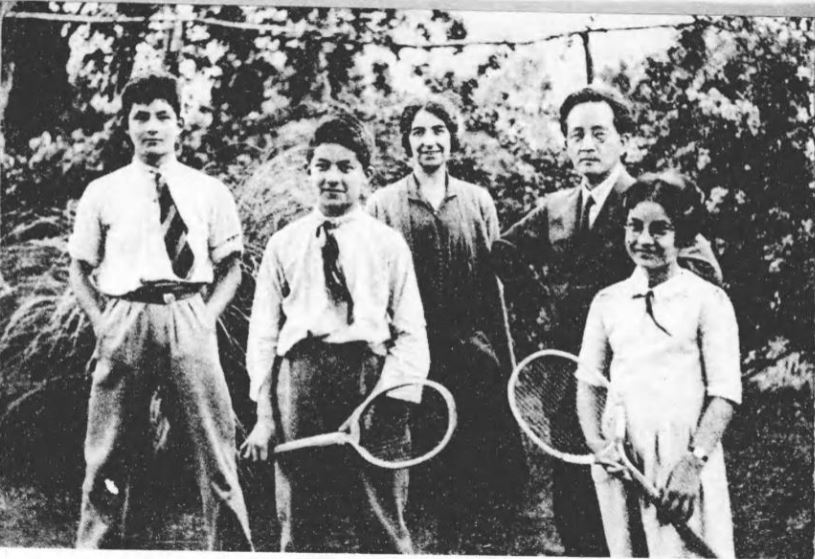
好本督と妻のElsie Margaret、長男David・次男john・長女Mollyがイギリスのテニスコートでラケットを持っている家族集合写真

1902年（明治35年）日本に帰国後、『真英国』を著す。
1903年（明治36年）オックスフォード大学マンチェスター・ニューカレッジ校に留学。
1904年（明治37年）療養のため帰国。
1906年（明治39年）早稲田大学の英語講師に就任。日本盲人会の結成に参加。
1908年（明治41年）羅紗の貿易を行う商事会社「オックスフォード・ハウス」を設立。
1919年（大正8年）盲人キリスト信仰会の結成に参加。点字新聞『あけぼの』に記事を投稿
1924年（大正13年）点字版旧約聖書の全訳22巻を刊行。
1934年（昭和9年）自伝『十字架を盾として』を出版。
1950年（昭和25）日本盲人基督教伝道協議会の初代議長に就任
1955年（昭和30年）第一回アジア盲人福祉会議に出席

## 主要著作
- 『真英国』言文社 、1902年
- 『日英の盲人』東西社 、1906年
- "A Peasant Sage Of Japan: The Life And Work Of Sontoku Ninomiya"、1912年
- 『十字架を盾として: 九立坊回顧録』日曜世界社、1934年
- 『英国人とキリスト教』新教出版社、1948年
- セシル・ローズ著・好本督訳『神に聴いて』明和書院、1949年
- 『わが隣人とは誰か』待晨堂、1967年
- 『主はわが光』日本キリスト教団出版局、1981年[7]

## 関連人物
- 内村鑑三
- 左近允孝之進
- 中村京太郎
- 岩橋武夫
- 熊谷鉄太郎